# Miska (rybník)
Miska je název rybníka, který se nachází na Řežabineckém potoce v katastru obce Ražice v jižních Čechách. Rybník je nepravidelného tvaru s dlouhou hrází orientovanou jihovýchodním směrem. Hráz měří 310 m. Délka rybníka je asi 250 m. V okolí rybníka jsou pole. Na jeho západním břehu a na hrázi prochází cesta. Je napájen od jihu Řežabineckým potokem tekoucím z rybníka Kočkov. Pokračuje stejnojmenným potokem stavidlem a přepadem k severovýchodu, kde napájí daleko větší rybník Řežabinec. Rybník vznikl před rokem 1885. V roce 2018 byl rybník letněný a na jeho vypuštěné západní části dna byla nalezena velmi bohatá populace kriticky ohrožené rostliny trojřadky Micheliovi (Cyperus michelianus). 

## Galerie

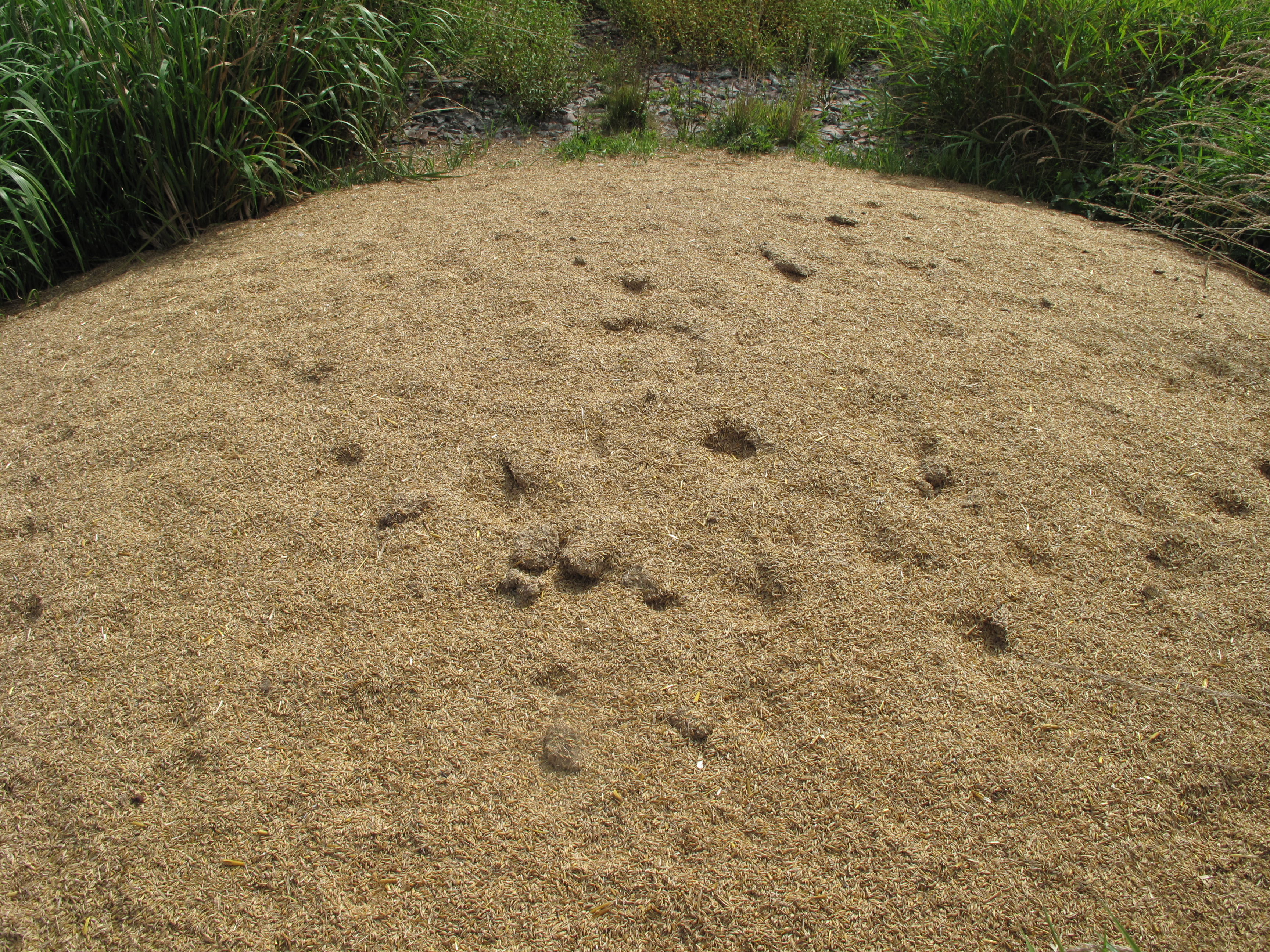
Zrní na břehu
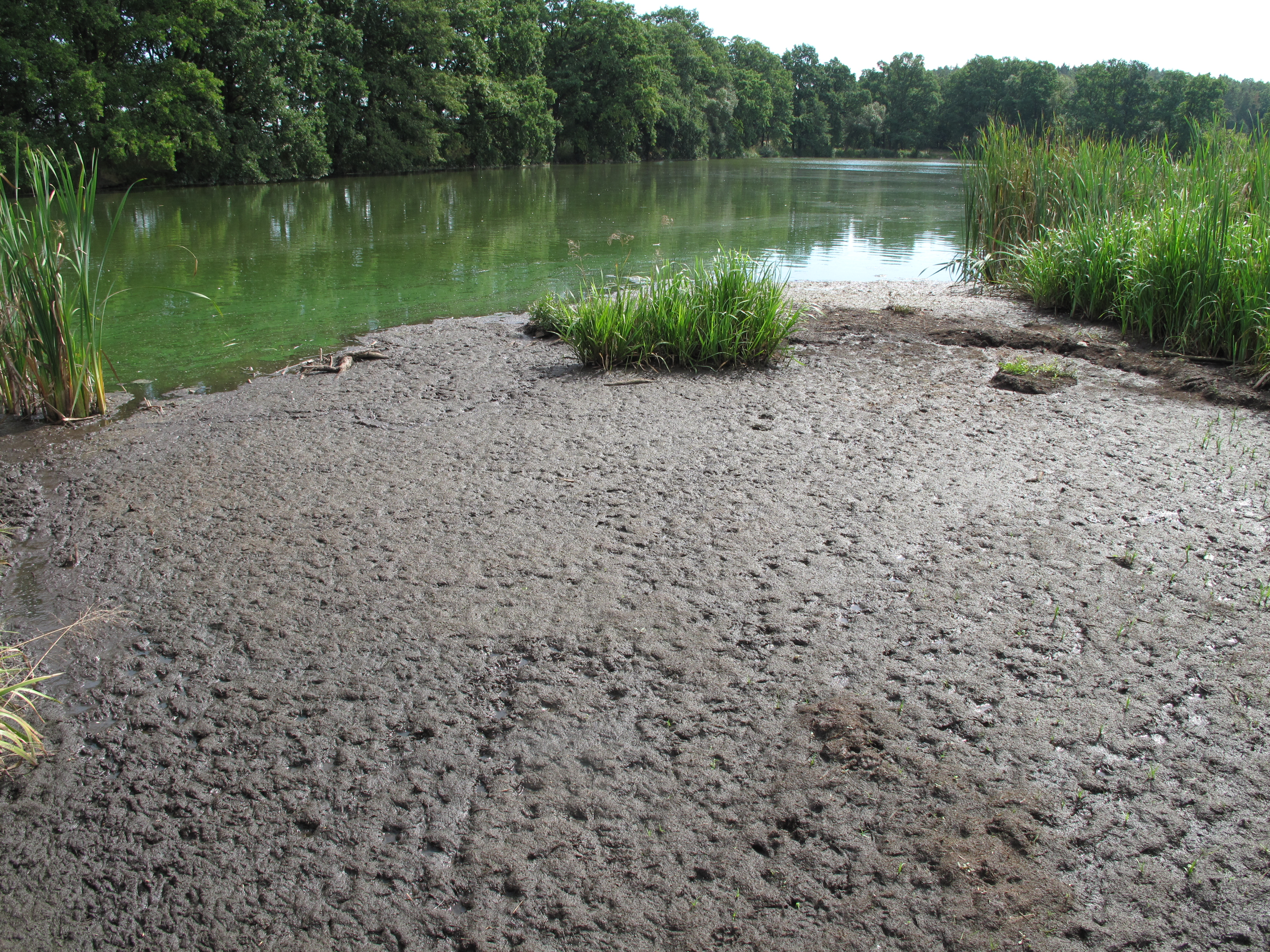
Břeh
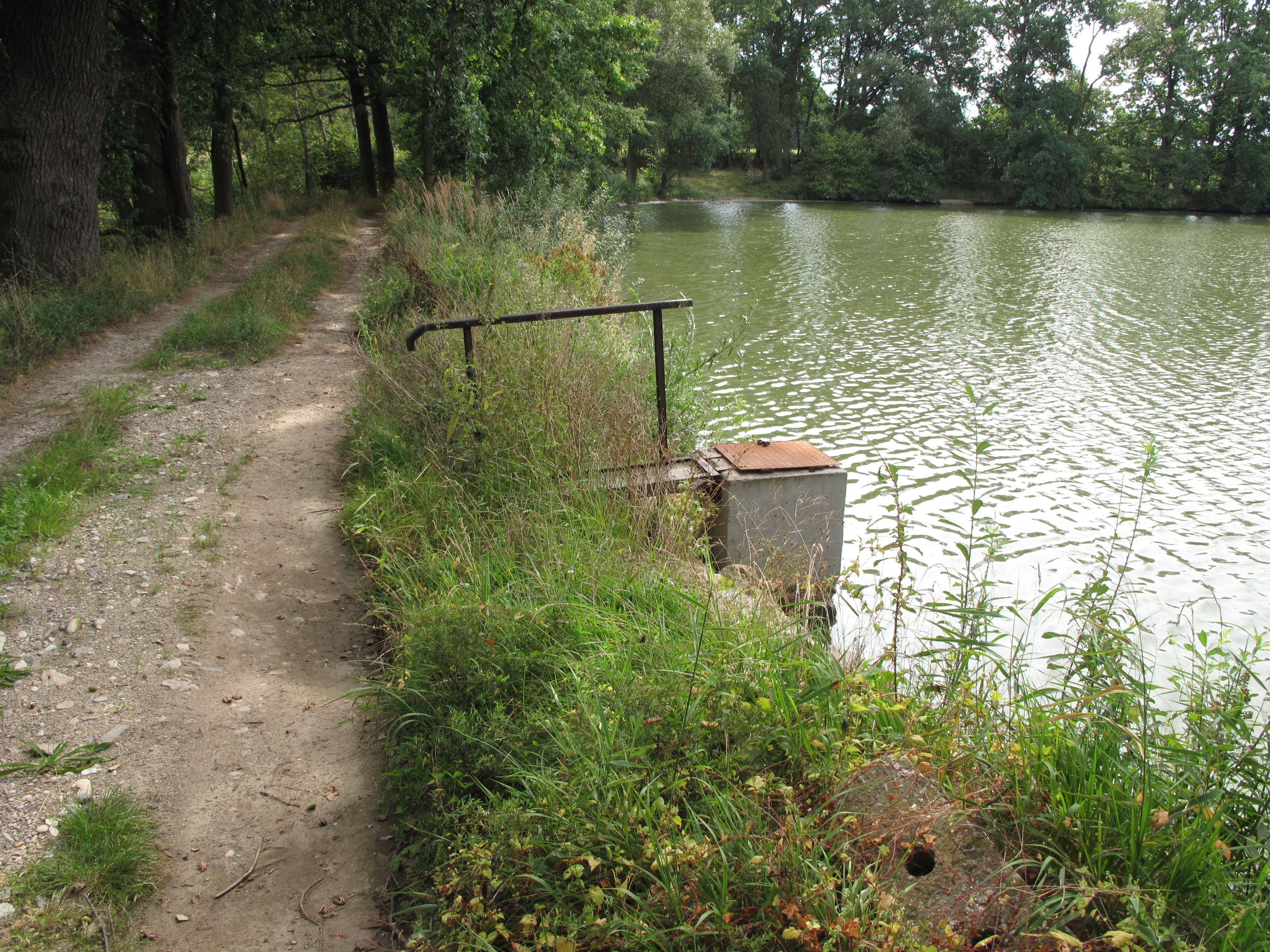
Stavidlo